# Успенская церковь (Сингапур)
Успе́нская це́рковь — кафедральный храм Сингапурской епархии Русской православной церкви, расположенный в Сингапуре.

## История
В 1990 году в Сингапуре появился «квартирный» Воскресенский храм Константинопольского патриархата, в котором службы велись на английском языке. Многие русскоязычные жители Сингапура, число которых со временем возрастало, хотели бы посещать богослужения, проводимые на родном языке, в связи с чем они стали обращаться к священноначалию Русской православной церкви с просьбами прислать в Сингапур священника и организовать приход.
22-24 декабря 2003 года Сингапур посетил председатель ОВЦС митрополит Смоленский и Калиниградский Кирилл (Гундяев). 23 декабря в армянском храме во имя священномученика Григория Просветителя он совершил Божественную литургию, за которой молилось свыше восьмидесяти верующих — граждан России, Сербии, Венгрии, Украины, Сингапура и других стран.
12 июля 2007 года прибывший в Сингапур епископ Уссурийский Сергий (Чашин) на праздник апостолов Петра и Павла провёл в армянской церкви Григория Просветителя богослужение.
12 октября 2007 года новообразованный приход в честь Успения Божией Матери в Республике Сингапур был принят в юрисдикцию Русской Православной Церкви. Архипастырское окормление прихода было поручено Священным синодом епископу Уссурийскому Сергию (Чашину), викарию Владивостокской епархии.
Для организации богослужений был снят небольшой дом, располагавшийся на перекрёстке улиц Дермаван и Ремаджа близ заповедника Букит-Баток, за чертой собственно города Сингапур. Здание было в довольно запущенном состоянии. Трудами самого епископа Сергия, а также приехавших с ним трёх монахинь и священника, коттедж был приведён в порядок. На первом этаже расположился домовой храм и трапезная, а на втором — место для проживания клира. Были сооружены иконостас, престол и жертвенник. Церковная утварь была доставлена из Владивостока. Регулярные службы начались 1 декабря 2007 года. В первые дни мало кто приходил на службу. Когда люди узнали о богослужениях, число прихожан стало увеличиваться. С августа 2008 года в храме действует воскресная школа. 12 декабря 2008 года приход был зарегистрирован в Регистрационной палате Сингапура и получил официальный статус религиозной организации.
По словам епископа Сергия, у прихода сложились дружественные отношения с приходом Константинопольского патриархата в Сингапуре. Тем не менее, Синод Константинопольского патриархата выразил недовольство в связи с появлением в Сингапуре русского православного прихода.
23 марта 2009 года в Патриаршей резиденции в Чистом переулке Патриарх Кирилл встретился с министром иностранных дел Республики Сингапур Джорджем Ео, в ходе которой Джордж Ео обещал оказывать помощь растущему приходу Русской церкви в Республике Сингапур.
По состоянию на 2011 год богослужения совершались не менее четырёх раз в неделю. На праздничные службы собиралось до 200 соотечественников. Уже тогда арендуемое помещение не вмещало всех желающих. Функционировала воскресная школа, включавшая 2 группы для занятий с детьми 12-16 лет и 3-7 лет.
В 2014 году приход переехал на 110 Highland Road, ближе к центру. Здание не имело никаких вывесок, указывающих на то, что это православный храм. Иеромонах Питирим (Донденко) в 2016 году объяснил: «У нас нет рекламы, вывесок или информации за пределами здания. Мы не хотим слишком беспокоить наших соседей». Приход не занимался целенаправленной миссионерской деятельностью. Питирим (Донденко) подчёркивал: «Наша цель не в том, чтобы проповедовать или обращать Сингапур в православие. Мы здесь для того, чтобы помочь удовлетворить духовные потребности русской общины, которая хотела, чтобы здесь была церковь, и всех, кто приезжает».
В мае 2016 года премьер-министр Сингапура Ли Сянлун накануне визита в Россию и участия в саммите РФ — АСЕАН заявил о желании иметь у себя в стране русский православный храм, отметив, что в Сингапуре «уже подобрано место, где предполагается разместить культурный центр», о создании которого достигнута договорённость с российской стороной.
10 февраля 2017 года архиепископ Солнечногорский Сергий встретился с послом России в Сингапуре А. А. Татариновым. В ходе встречи обсуждались дальнейшие шаги по реализации проекта строительства Российского культурного центра с православным храмом в Сингапуре.

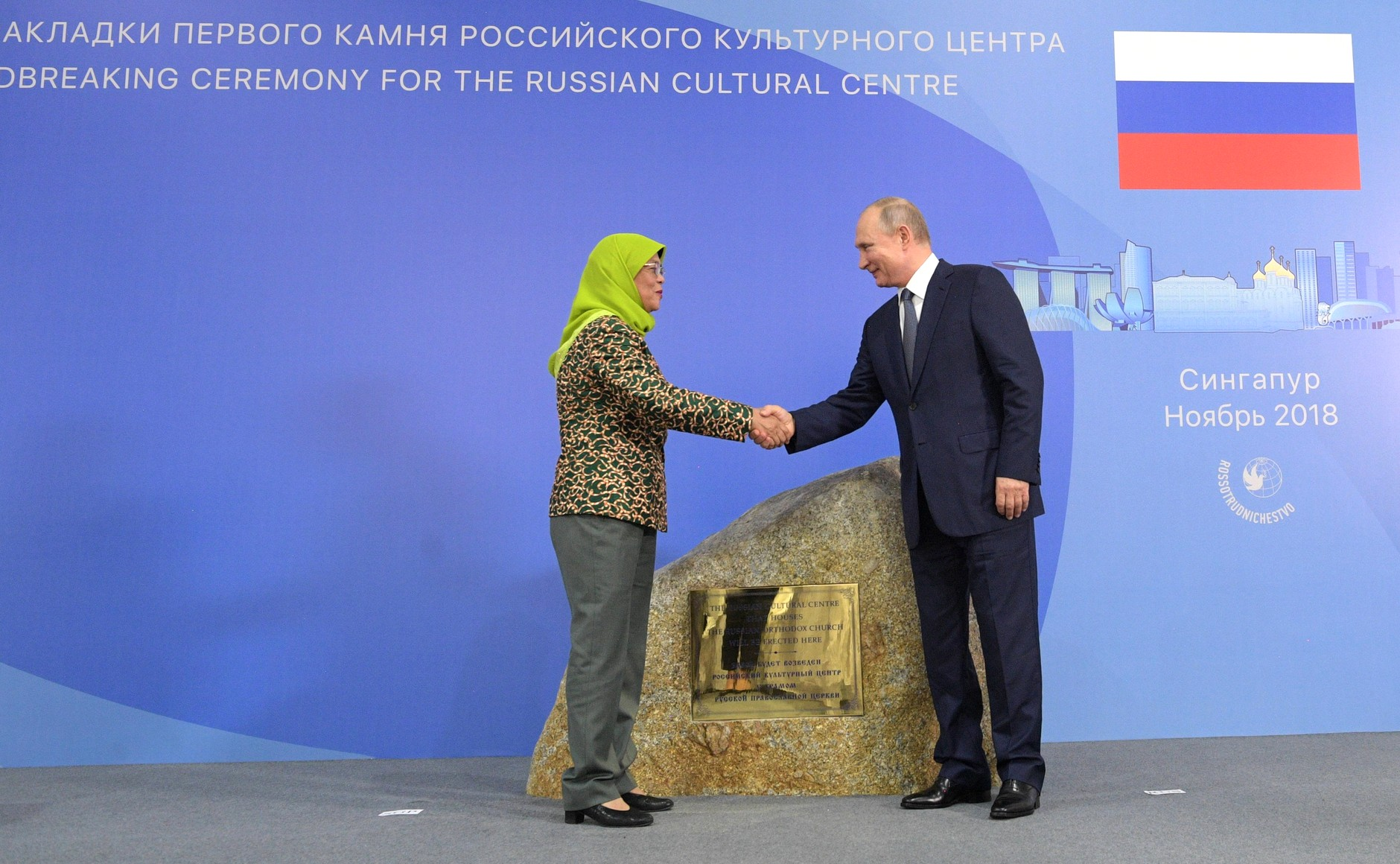
Президент Сингапура Халима Якоб и президент России Владимир Путин на церемонии закладки первого камня в основание Российского культурного центра и храма Успения Пресвятой Богородицы в Сингапуре (13 ноября 2018 года)

13 ноября 2018 года в Сингапуре состоялась торжественная церемония закладки первого камня в основание Российского культурного центра и храма Успения Пресвятой Богородицы. В церемонии приняли участие президент России Владимир Путин и президент Сингапура Халима Якоб, министр иностранных дел России Сергей Лавров и старший госминистр в министерстве культуры Сингапура по делам общины и молодёжи Анн Сим. Перед началом церемонии замглавы Россотрудничества Михаил Брюханов сообщил журналистам, что под культурный центр арендовано 33 тыс. квадратных метров земли, планируется построить помещение площадью 4,6 тыс. квадратных метров. «Пятая часть будет отведена под духовные цели». При этом проекта здания на тот момент не было. Предполагалось, что на него будет объявлен конкурс.
28 декабря 2018 года Священный Синод Русской православной церкви образовал Патриарший экзархат Юго-Восточной Азии с центром в Сингапуре с титулом епархиального архиерея «Сингапурский и Юго-Восточно-Азиатский». 26 февраля 2019 года Священный Синод образовал Сингапурскую епархию в пределах Республики Сингапур, Республики Индонезия и Малайзии. Данный приход стал кафедрой предстоятеля экзархата и Сингапурской епархии.
В апреле 2019 года чтец Георгий Дербуш отмечал: «Нынешний храм невелик, но, несмотря на это, в нём хорошее убранство и он идеально чист. Богослужение совершается на церковнославянском и английском языках. Некоторые молитвословия читаются на местных языках. В воскресные и праздничные дни приходит около 150 человек. Национальный состав прихожан разнообразен».
16 марта 2023 года Патриарший экзарх Юго-Восточной Азии митрополит Сингапурский и Юго-Восточно-Азиатский Сергий совершил молебен на месте строительства храма Успения Пресвятой Богородицы и Российского культурного центра в Сингапуре.